# Mazarredia oculatus
Mazarredia oculatus är en insektsart som först beskrevs av Hancock, J.L. 1913.  Mazarredia oculatus ingår i släktet Mazarredia och familjen torngräshoppor. Inga underarter finns listade i Catalogue of Life.